# Château fort de Burg Linz
Le château fort de Burg Linz est un château des princes électeurs, aussi appelé château de l'archevêché, se situant dans la ville médiévale de Linz am Rhein en Allemagne. 
Il a été construit près du fleuve au début du XIVe siècle après que l'archevêque prince de Cologne accorda à Linz le statut officiel de ville. Il constitue alors pour l’électorat de Cologne un bastion de défense des territoires à droite du Rhin ainsi qu'une bâtisse pour le péage fluvial.

## Situation géographique
Le château est situé dans la vieille ville de Linz au nord de la porte du Rhin (Rheintor) qui, comme le château lui-même, était intégré dans l'enceinte médiévale de la ville. Il est aujourd'hui séparé du fleuve par la route fédérale B42 et par la ligne du chemin de fer, environ à moitié de distance entre Cologne et Coblence.

## Histoire

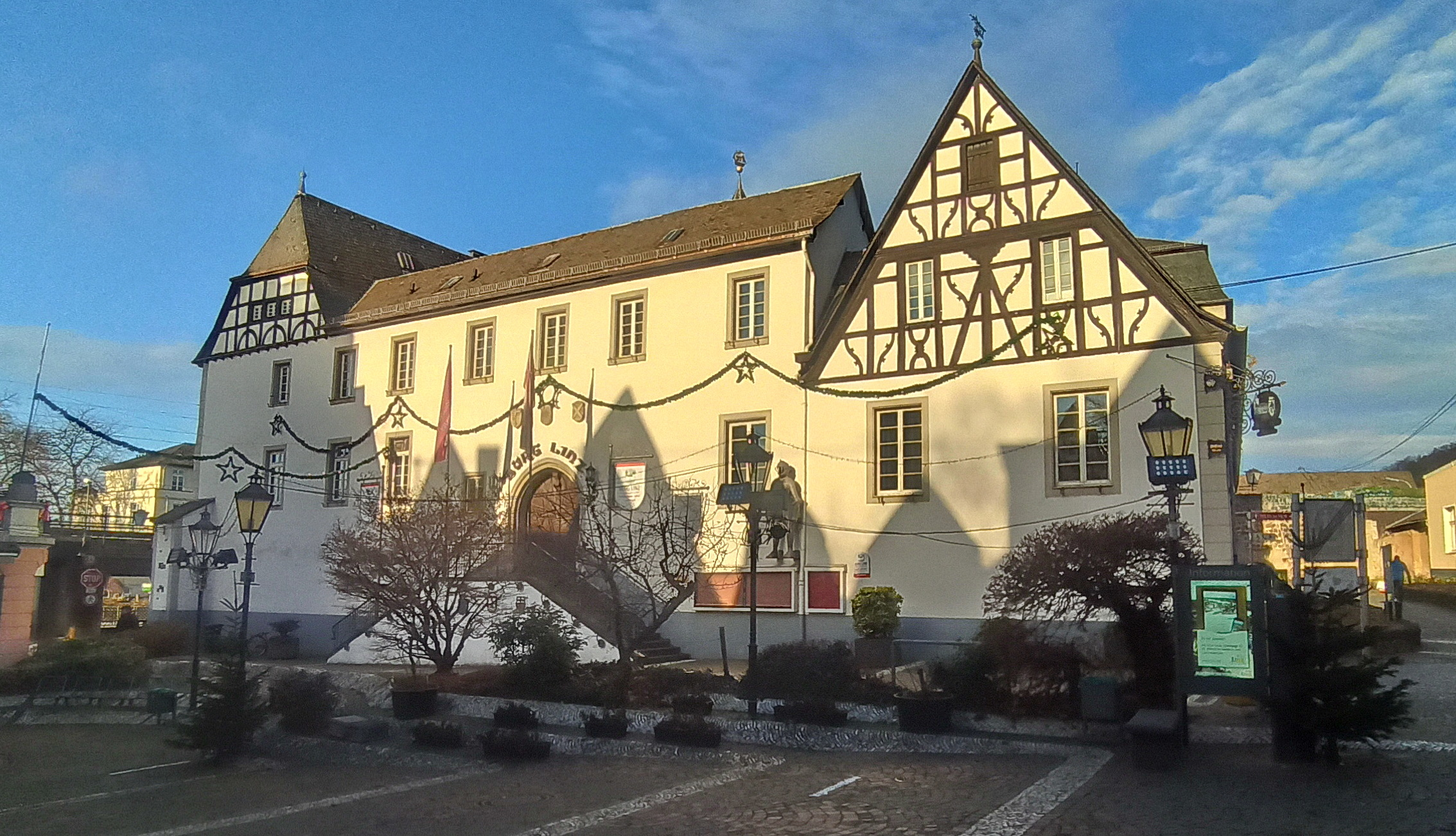
Château fort de Burg Linz, vu depuis le sud, depuis la Burgplatz, en décembre 2020

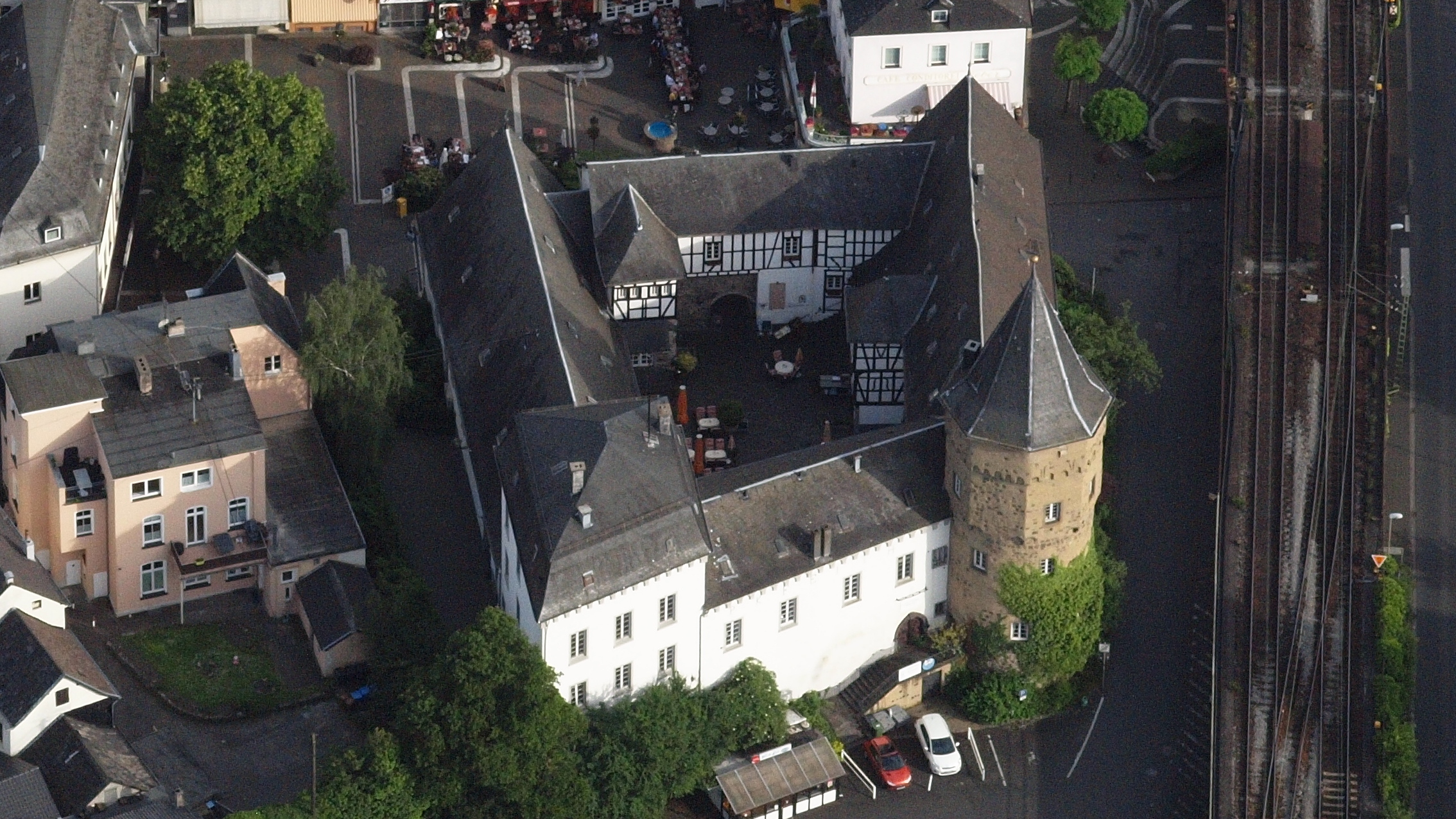
Château fort de Burg Linz, vue aérienne

La localité de Linz, déjà mentionnée dans des écrits en 874, a été élevée au rang de « ville » entre les années 1304 et 1332, par Henri II de Virnebourg, archevêque prince de Cologne. Un de ses successeurs, Engelbert III de La Marck, débuta quelques années plus tard (en 1365) la construction du château fort de Linz. Après une révolte dans la ville d’Andernach (à quelques kilomètres au sud de Linz), le prince électeur retira d’Andernach le droit de péage fluvial, pour transmettre ce privilège à la ville de Linz en 1359.
La construction du château de Linz couta la somme de 30 000 marcs de Cologne (Kölnische Mark), que le prince électeur devait emprunter. Pour cela, après la fin de la construction, il donna le château en gage pendant 8 ans à l’électorat de Trèves.
On suppose que dans un premier temps, la tour nord-est du mur d’enceinte, transformée en donjon, était reliée à une première bâtisse du côté ouest, et que d’autres constructions suivirent au fur et à mesure. Dans un contrat de partage de 1456 sont listés les éléments suivants du château : porterie, porte du château avec pont, puits, prison ainsi que la place du bourg avec douves. Le château de Linz était le siège de l’administrateur régional, représentant le prince électeur au poste de Linz. Ce dernier géra aussi les propriétés de l’électorat puis assura le paiement des impôts et taxes.
En l'an 1475, lors du conflit ecclésiastique de Cologne, la ville de Linz a été assiégée pendant plus de 2 mois par des troupes de l’empereur du Saint-Empire. Il en résulta des dommages importants pour cette « forteresse » de Linz.
Le prince-évêque de Cologne, Hermann V. de Wied, se réfugia au château de Linz en 1547 dans le but d’éviter, en vain, d’être excommunié et déchu de ses fonctions. Plus tard il se retira sur son château familial de Altwied.
En 1707, le prince électeur décida de transférer la préfecture régionale depuis le château d'Altenwied (près de Neustadt) vers Linz, ce qui nécessita une reconstruction de la quasi-totalité du château de Linz. Du château fort initial au style gothique ne restent que les fondations et la tour du nord-ouest. Depuis cette reconstruction, 4 sections ont entouré une cour intérieure, désormais carré. De plus, une douve remplie d’eau s’étendit du côté sud et est autour du château.
Lorsqu’après la sécularisation en 1803, des fonctionnaires et officiers de justice de la principauté de Nassau-Usingen aménagèrent le château, il comprenait « l'aile orientée vers le Rhin en tant que lieu d’habitation, les maisons de pressoirs de la vigne et les greniers à fruits, dans lesquelles se trouvent le bureau et l’archive de documents, puis une remise directement en face, utilisée comme écurie et stockage de bois, et la communication de l’habitation avec les maisons de pressoirs, puis les portes d’entrée avec attaches qui ferment le quatrième coté ».
Après que la région de Linz alla au royaume de Prusse en 1816, le château perdit son importance seigneuriale. En 1821, le fisc de Prusse le vendit pour la somme de 4 050 thalers impériaux au douanier du Rhin, Anton Feith. La douve revint à la ville qui la reboucha pour y aménager la « Burgplatz », la place du château.
Pendant la première moitié du XXe siècle, le château « de Feith » se dégrada de plus en plus. En 1951, il devint la propriété de la ville qui, dans un premier temps, y aménagea des logements sociaux. 
Lors d’une restauration des murs extérieurs en 1973, les colombages des pignons sud ont été dégagés. La ville a revendu le château en 1985, qui se trouve désormais à nouveau dans le secteur privé. Après une complète rénovation par les nouveaux propriétaires, le château de Linz a gagné en attrait touristique.

## Le château actuel
Le château comprend 4 sections construites autour d’une cour carrée intérieure. Les ailes de deux et de trois étages, réalisées partiellement en colombages, ont été transformées plusieurs fois jusqu’au 19e siècle. En tant qu’élément visible du château initial, subsiste le donjon, qui est rond dans sa partie inférieure, et octogonal dans sa partie supérieure avec un toit escarpé au style gothique. Le château est accessible du sud à partir du « Burgplatz » (place du château) par un escalier double. Une autre entrée se trouve à l’aile est. Le château était intégré dans les murs d’enceinte du Moyen Âge. Il était également sécurisé avec des murs et des douves vers la ville, donc vers l'actuelle « Burgplatz », sur laquelle on flâne aujourd’hui, sans se douter des douves et fortifications d’alors à ce même endroit. 
L'emplacement central du château dans la vieille ville de Linz, à proximité des accostages des bateaux touristiques, contribue aujourd’hui au fait qu’il est une attraction pour les visiteurs. De plus, y sont organisés des mariages, des conférences et fêtes diverses. Par moments, une chambre de torture du Moyen Âge pouvait y être visitée, ainsi qu’une soufflerie de verre romaine.